# هاربين زد-9
هاربين زد-9 (بالإنجليزية: Harbin Z-9) (لقب تعريف الناتو "Haitun", (بالصينية: 海豚) وتعني دلفين) هي مروحية منافع متعددة الأغراض متوسطة الحجم، صينية الصنع. تبنى بترخيص وبديل للمروحية الفرنسية من طراز يوروكوبتر إيه إس 365 دوفين، ويتم تصنيعها من قبل شركة هاربين لصناعة الطائرات.

## الإصدارات

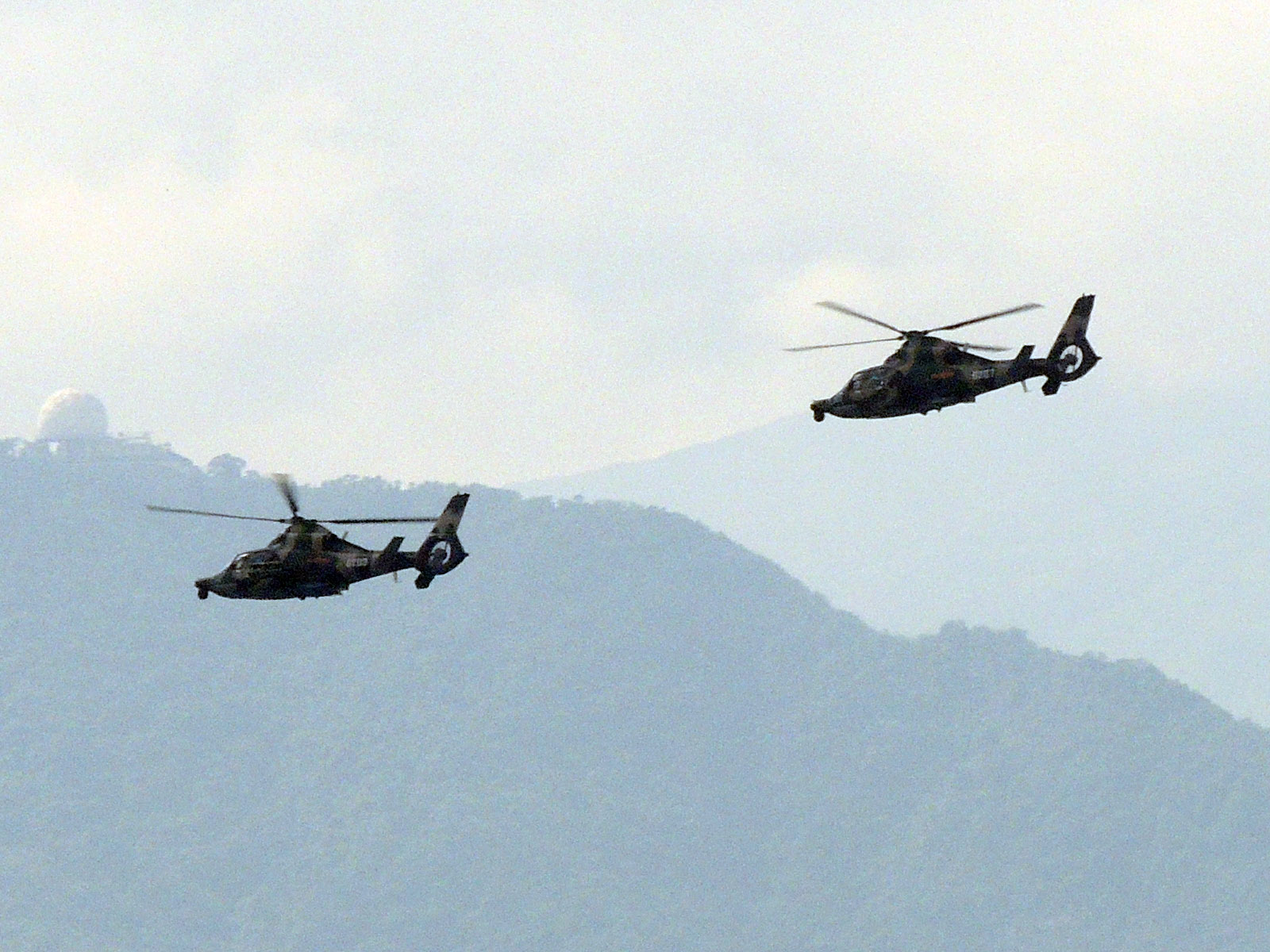
Harbin Z-9W (WZ-9)

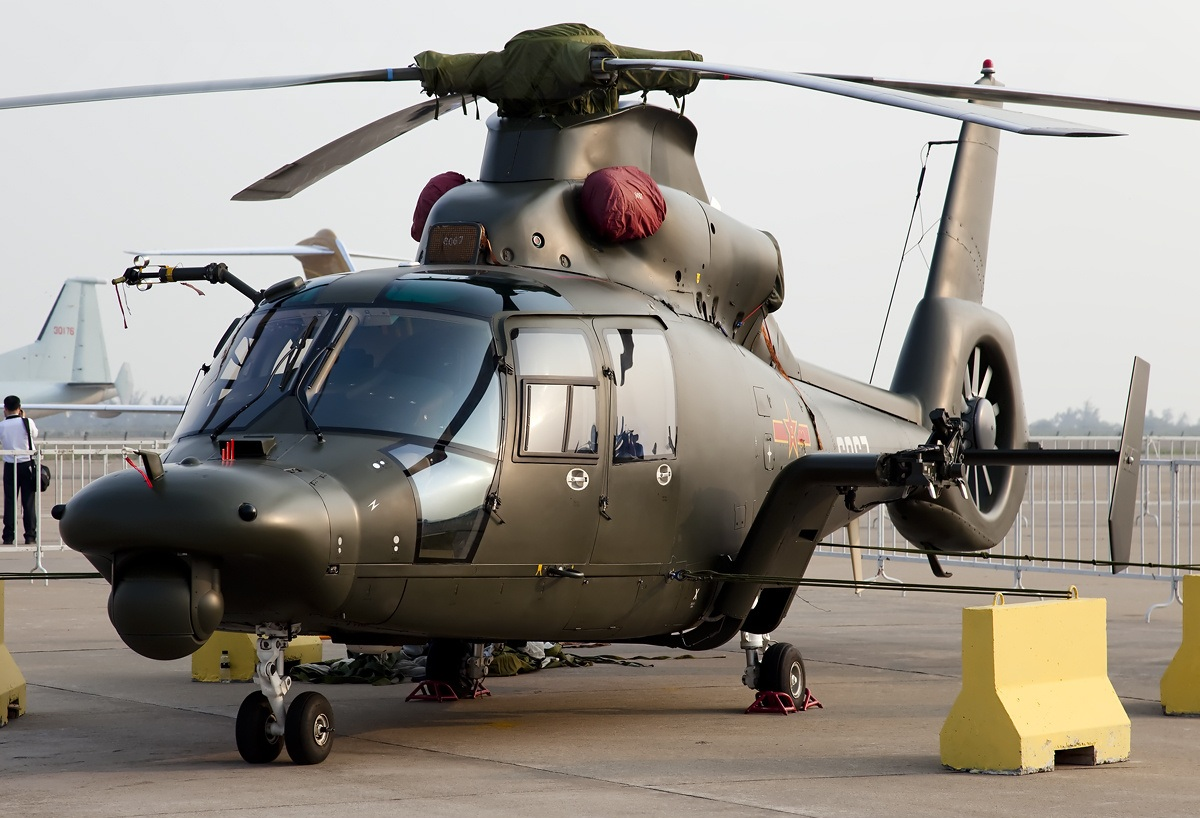
Harbin Z-9WA

Z-9النسخة المرخصة والمنتجة في الصين من الفرنسية يوروكوبتر إيه إس 365 دوفين.
Z-9Aنسخة التجميع الصينية من AS.365N2.
Z-9A-100نماذج إصدارات للسوق المحلي الصيني مع محركات (WZ8A). الرحلة الأولى كانت في 16 يناير 1992، وتم الموافقة عليها في 30 ديسمبر 1992.
Z-9Bالنسخة الأولية على أساس (Z-9A-100). متعددة الأدوار.
Z-9Cالنسخة المرخصة والمنتجة في الصين من يوروكوبتر إيه إس 565 بانثر لسلاح جو بحرية الجيش التحرير الشعبى.
Z-9ECالبديل (ASW) والمنتج للذراع الجوي للقوات البحرية الباكستانية. مع تكوين رادار نبض ضغط، وسونار مغمور منخفض التردد، ورادار لإنذار الاستقبال ونظام الملاحة دوبلر، ومسلحة أيضا مع طوربيدات. وتستخدم من على متن فرقاطات البحرية الباكستانية من فئة ذوالفقار (22P Zulfiquar).
Z-9W (WZ-9).
Z-9WA
H410A
H425أحدث نسخة لكبار الشخصيات من (H410A).
H450مشروع تطويري متوقع.
هاربين زد-19تطوير مروحية هجومية شبحية مع مقاعد جنبا إلى جنبs. The WZ-19 وتتشارك نفس المحركات مع (WZ-9WA).

## المشغلين

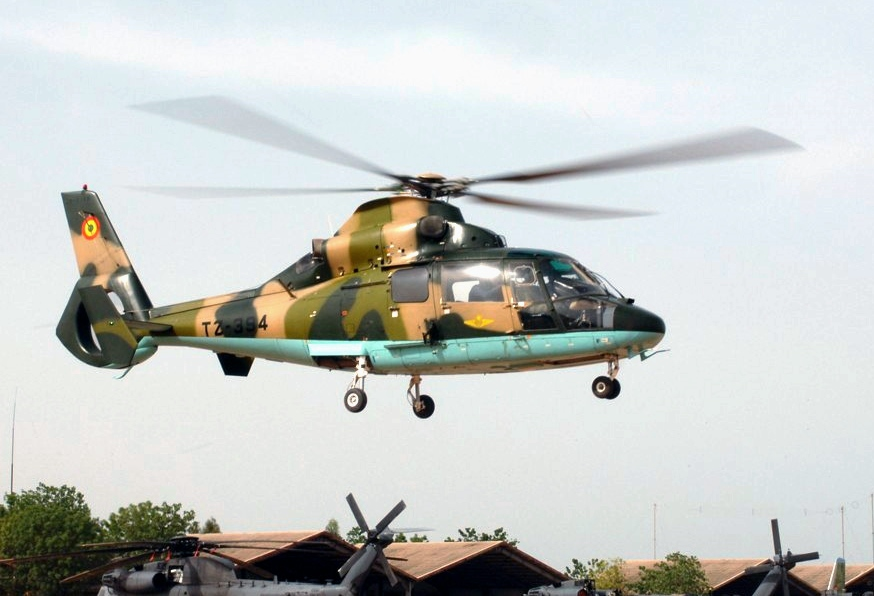
A Malian Air Force Z-9B coming in to land

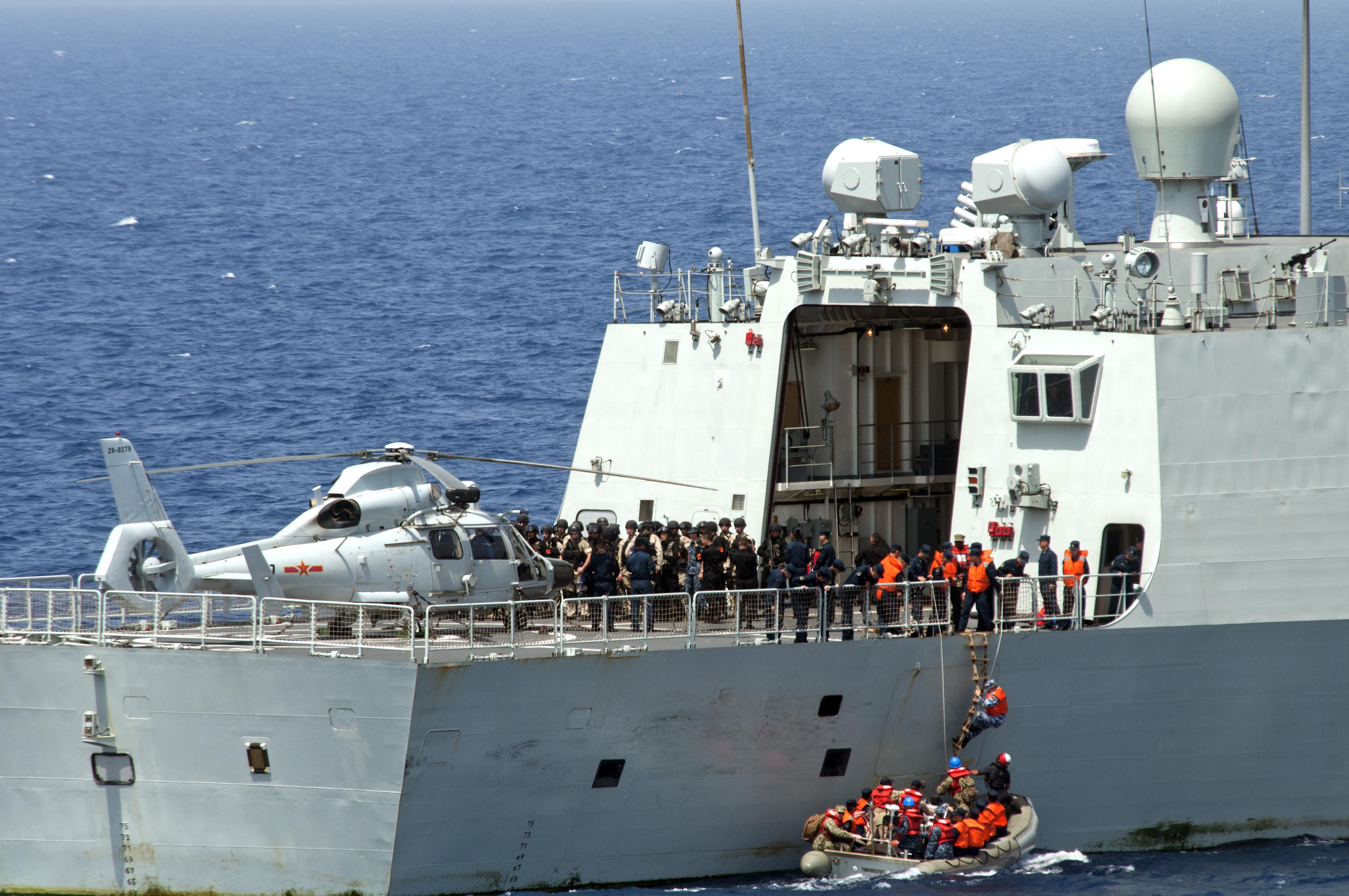
A Z-9 abroad the aft-deck of تايب 054A Yiyang during a bilateral counter-piracy exercise between China and the US in 2012

بوليفيا
- الجيش البوليفي[6]

 بنغلاديش
- بحرية بنغلاديش[7]

 كمبوديا
- سلاح جو كمبوديا[6]

 الكاميرون
- سلاح جو الكاميرون[6]

 الصين
- سلاح جو جيش التحرير الشعبي[6]
- People's Liberation Navy[6]

 غانا
- القوات الجوية الغانية[8]

 كينيا
- Kenya Defence Forces[6]

 لاوس
- القوات الجوية لجمهورية لاوس[6]

 مالي
- Mali Air Force[9]

 موريتانيا
- الجيش الوطني الموريتاني[6]

 ناميبيا
- Namibian Air Force[6]

 باكستان
- Pakistan Naval Air Arm[6]

 زامبيا
- القوات الجوية الزامبية[6]

## مواصفات (Z-9B)
البيانات من 
الخصائص العامة
- طاقم: 1 أو 2 طيار
- سعة: 10 راكب أو 1,900 كـغ (4,189 رطل) حمولة داخلية، 1,600 كـغ (3,527 رطل) حمولة معلقة
- طول: 12.11 م (39 قدم 9 بوصة)
- ارتفاع: 4.01 م (13 قدم 2 بوصة)
- الوزن فارغة: 2,050 كـغ (4,519 رطل)
- وزن الإقلاع الأقصى: 4,100 كـغ (9,039 رطل)
- محركات: 2 × Zhuzhou Aeroengine Factory WZ-8A محرك عمود توربيني, 632 كـو (848 حصان) الواحد
- قطر الدوار الرئيسي:  11.94 م (39 قدم 2 بوصة)
- مساحة الدوار الرئيسي: 111.98 م2 (1,205.3 قدم2) swept area

أداء
- السرعة القصوى: 305 كم/س (190 ميل/س؛ 165 عقدة)
- سرعة العبور: 260 كم/س (162 ميل/س؛ 140 عقدة)
- Ferry range: 1,000 كـم (621 ميل؛ 540 nmi) مع خزان احتياطي داخلي
- قدرة التحمل: 5 hours
- سقف الخدمة: 4,500 م (14,764 قدم) 
 * سقف التحويم داخل تأثير الأرض: 2,600 م (8,530 قدم)
- سقف التحويم خارج تأثير الأرض: 1,600 م (5,249 قدم)

تسليح

2 ثابتة 23 مم Type 23-2 (AM-23) مدفع على المتغيرات الهجومية. أبراج للصواريخ، قرون بندقية، ET52 torpedo، اتش ج -8 صواريخ مضادة للدبابات، أو TY-90 صواريخ جو-جو.

## الحوادث
في 14 يوليو 2014، تحطمت زد-9 تابعة لسلاح الجو الكمبودي في محجر غمرته المياه في جنوب غرب بنوم بنه، وذلك خلال تدريبات عسكرية. تسبب هذا الحادث في 4 وفيات وإصابة واحدة خطيرة. وقد بدأ التحقيق بعدما أخرجت المروحية من الماء. وادعى مسؤولون أنه لا يوجد أي خطأ فني ذو علاقة بالطائرة.

## وصلات خارجية
- AirForceWorld.com Z-9 Helicopter Family
- www.sinodefence.com